# 类黍尾稃草
类黍尾稃草（学名：Urochloa panicoides）为禾本科尾稃草属下的一个种。

## 扩展阅读
- 維基物種上的相關：类黍尾稃草